# Bandera de Salta
El 8 de octubre se celebra el día de la bandera de Salta, Argentina, en reconocimiento a la creación de la provincia en 1814, cuando Gervasio Posadas, Director Supremo de las Provincias Unidas del Río de la Plata, dictó el decreto que dispuso la creación de la Gobernación de Salta. Por ese acto fue desvinculada de la gobernación del Tucumán y se constituyó en provincia, conformada también por los territorios de Jujuy, Orán, Tarija y Santa María.
La bandera de Salta posee en su diseño los siguientes elementos: el escudo de la Provincia, el color del tradicional poncho salteño (semejante al de los Infernales que acaudillara Martín Miguel de Güemes) dispuesto en faja horizontal y la representación de los 23 departamentos mediante estrellas doradas como las de las espuelas gauchas llamadas nazarenas. Mediante la ley N.º 6.946 se creó en 1997 la Bandera de Salta, luego del concurso al que se convocó para su diseño y que ganaron los alumnos de 7.º "A" de la escuela Nicolás Avellaneda.